# هانز تروجر
هانز تروجر (29 أغسطس 1896 - 21 يناير 1982) كان جنرالًا ألمانيًا في الفيرماخت خلال الحرب العالمية الثانية الذي قاد عدة فرق بانزر. وقد حصل على وسام الفارس الصليبي الحديدي، الذي منحته ألمانيا النازية للاعتراف بالقيادة العسكرية الناجحة.

## سيرة شخصية
ولد تروجر عام 1896، ودخل جيش ألمانيا الإمبراطورية في عام 1915 باعتباره فاهن-جنكر (ضابط عسكري) وعمل كمهندس. بعد الحرب العالمية الأولى، بقي في الجيش، وخدم في الرايخويهر. من عام 1935 كان في الفيرماخت وتم نشره في مكتب القوات المتنقلة في Oberkommando der Wehrmacht (القيادة العليا للقوات المسلحة) ، والمعروف باسم OKW، لمدة عامين من عام 1938. بعد اندلاع الحرب العالمية الثانية، أمر الكتيبة ال64 للدراجات النارية ومن ثم فوج المدفعية 103.  في 11 نوفمبر 1942، تم تعيينه قائدًا لفرقة بانزر السابعة والعشرين، في ذلك الوقت شارك في القتال أثناء انسحابه من دونيت. في أوائل عام 1943 غادر الجبهة الشرقية لتولي منصب قائد مدرسة قوات بانزر، ومقرها في ألمانيا. 

## الجوائز والأوسمة
- الصليب الحديدي (1914) الدرجة الثانية والدرجة الأولى
- الصليب الحديدي (1939) الدرجة الثانية والدرجة الأولى
- الصليب الألماني في الذهب (15 نوفمبر 1941)
- وسام الفارس الصليبي الحديدي في 4 مايو 1944 كجنرال مايجور وقائد فرقة بانزر الخامسة والعشرون [2]